# Nastassia Mironchyk-Ivanova
Nastassia Siarheyeuna Mironchyk-Ivanova (en bielorruso: Настасся Сяргееўна Мірончык-Іванова, Slutsk, URSS, 13 de abril de 1989) es una deportista bielorrusa que compite en atletismo, especialista en la prueba de salto de longitud.
Ganó una medalla de bronce en el Campeonato Mundial de Atletismo de 2011 y una medalla de plata en el Campeonato Europeo de Atletismo en Pista Cubierta de 2019.
Fue sancionada por dopaje en los Juegos Olímpicos de Londres 2012.
Estudió Derecho en la Academia de Dirección adjunta al Presidente de la República. Tras las elecciones de 2024, se convirtió en diputada de la Cámara de Representantes de Bielorrusia.

## Palmarés internacional
| Campeonato Mundial                   | Campeonato Mundial    | Campeonato Mundial | Campeonato Mundial |
| Año                                  | Lugar                 | Medalla            | Prueba             |
| ------------------------------------ | --------------------- | ------------------ | ------------------ |
| 2011                                 | Daegu (Corea del Sur) | Medalla de bronce  | Salto de longitud  |
| Campeonato Europeo en Pista Cubierta |                       |                    |                    |
| Año                                  | Lugar                 | Medalla            | Prueba             |
| 2019                                 | Glasgow (Reino Unido) | Medalla de plata   | Salto de longitud  |